# Campanula oligosperma
Campanula oligosperma är en klockväxtart som beskrevs av Jürgen Damboldt. Campanula oligosperma ingår i släktet blåklockor, och familjen klockväxter. Inga underarter finns listade i Catalogue of Life.